# Mia Barnett
Mia Barnett, född den 4 september 2003, är en svensk-amerikansk friidrottare som tävlar i medeldistanslöpning. I USA representerar hon University of Oregon. I Sverige representerar hon Hälle IF.
I juli 2025 sprang Barnett 1500 meter på tiden 4.08,28 vilket var nytt personligt rekord. Tiden tog henne i på en tiondeplats som bästa svenska damtid genom tiderna.